# Departament San Pedro

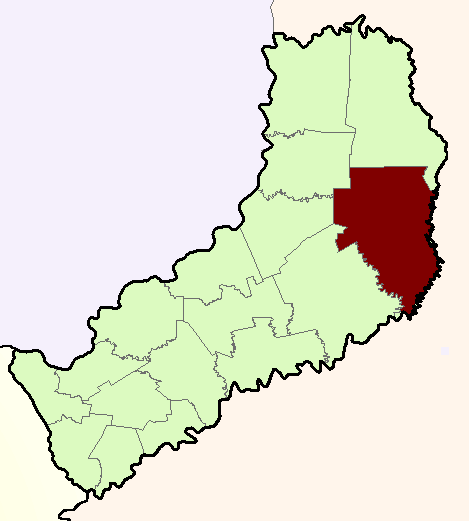
Departament San Pedro na tle prowincji Misiones

Departament San Pedro – jeden z 17 departamentów argentyńskiej prowincji Misiones. Stolicą departamentu jest miasto San Pedro.
Powierzchnia departamentu wynosi 3426 km². Na obszarze tym w 2010 roku mieszkało 31 050 ludzi, a gęstość zaludnienia wynosiła 9,1 mieszkańców/km².
Od zachodu graniczy z Brazylią. Wokół niego znajdują się departamenty: General Manuel Belgrano, Eldorado, Montecarlo oraz Guaraní.